# Abu Hafs al-Hashimi al-Qurashi

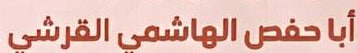
Skriftlig återgivning av al-Qurashis namn som används av Islamiska statens mediekanaler.

Abu Hafs al-Hashimi al-Qurashi (arabiska: أبو حفص الهاشمي القرشي) är den femte och nuvarande kalifen för den salafistiska terrororganisationen Islamiska staten. Väldigt lite är känt om al-Qurashi och hans bakgrund, utöver att han i Islamiska statens propaganda beskrivits som en veteran som har genomlevt gruppens värsta missöden, och att han har erfarenhet av att bekämpa "korsfarare och apostater".
När han tillkännagavs som ledare fick han stöd från Islamiska statens "provinser", det vill säga grenar i andra länder, som svor trohet till honom. Han tillträdde under en period då organisationen var hårt pressad; man saknade eget territorium och hade fått tre av sina kalifer dödade inom loppet av 1,5 år.